# Menke-Nitrierung
Die Menke-Nitrierung ist in der Chemie eine Nitrierungsreaktion  eines  Aromaten (R = H, Alkyl, OH, NH2 etc.) mit Kupfer(II)-nitrat [(Cu(NO3)2] und Essigsäureanhydrid (Ac2O).  Dabei wird eine Nitrogruppe (NO2) bevorzugt in der ortho-Position zum Elektronendonator am Aromaten eingeführt.  Die Reaktion ist benannt nach ihrem Entdecker, dem holländischen Chemiker Jean Baptiste Menke (1887–1955).

Bemerkenswert ist die besonders hohe ortho-Selektivität der Menke-Nitrierung.